# Evropský průkaz zdravotního pojištění

Evropský průkaz zdravotního pojištění (Elektronische Gesundheitskarte – eGK, Německo)

Evropský průkaz zdravotního pojištění (Rakousko)

Evropský průkaz zdravotního pojištění (European Health Insurance Card nebo EHIC) je jednotná evropská průkazka zdravotního pojištění, která umožňuje občanům z členských států Evropské unie, a dále také státům z Evropského hospodářského prostoru z Islandu, Lichtenštejnska, Norska a Švýcarska přístup ke službám zdravotní péče během přechodných pobytů v zahraničí. Na základě předložení průkazu má pojištěnec jednoho členského státu EU na území druhého členského státu nárok na lékařsky nezbytnou zdravotní péči s přihlédnutím k povaze nemoci a očekávané délce pobytu.

## Rozsah platnosti
Evropský průkaz zdravotního pojištění je platný:
- v zemích Evropské unie, tedy v Belgii, Bulharsku, Česku, Dánsku, Estonsku, Finsku, Francii, Chorvatsku, Irsku, Itálii, Kypru, Litvě, Lotyšsku, Lucembursku, Maďarsku, Maltě, Německu, Nizozemsku, Polsku, Portugalsku, Rakousku, Rumunsku, Řecku, Slovensku, Slovinsku, Španělsku, Švédsku
- v zemích Evropského hospodářského prostoru, tedy v Lichtenštejnsku, Norsku a Islandu
- ve Švýcarsku je průkaz akceptován na základě dohody o volném pohybu osob mezi EU a Švýcarskem, která od 1. dubna 2006 platí i vůči novým členským státům
- v Severní Makedonii a v Srbsku je průkaz akceptován na základě dohody s tamním orgánem zdravotního pojištění

Evropský průkaz zabezpečuje při krátkodobých pobytech, dovolené, služební cestě nebo studijním pobytu v jiné členské zemi EU přístup k veřejným zdravotním službám (např. služby lékaře, lékárenské, nemocniční nebo středisek zdravotní péče) na stejné úrovni a za stejných podmínek jako občanům navštívené země.
Zdravotní péče na základě evropských nařízení se nevztahuje na zdravotní repatriaci ani na repatriaci ostatků, nekryje spoluúčasti hrazené pacientem při hospitalizaci, stomatologických zákrocích nebo při nákupu předepsaných léků. Evropský průkaz zdravotního pojištění neopravňuje k vycestování do zemí EU za účelem čerpání zdravotního pojištění na léčbu konkrétního zdravotního stavu - vyžádané péče.
Předchůdcem karty byl formulář E111, jehož pomocí se uplatňoval nárok na nutnou a neodkladnou péči při pobytu v jiném členském státě EU.

## Aplikace pro chytré mobily
Aplikace pro iOS, Android a Windows Mobile o používání Evropského průkazu zdravotního pojištění obsahuje obecné informace o průkazu, nouzová telefonní čísla, pokrývané léčebné zákroky a jejich náklady, návod k podání žádosti o proplacení nákladů a kontaktní údaje pro případ, že průkaz ztratíte. Tato aplikace je dostupná ve 24 evropských jazycích a lze ji snadno přepínat z jednoho jazyka do druhého.